# Trithecanthera superba
Trithecanthera superba är en tvåhjärtbladig växtart som beskrevs av Danser. Trithecanthera superba ingår i släktet Trithecanthera och familjen Loranthaceae. Inga underarter finns listade i Catalogue of Life.